# Saturday Night Shindig
Das Saturday Night Shindig war eine US-amerikanische Country-Sendung, die von WFAA aus Dallas, Texas, gesendet wurde.

## Geschichte
Die erste Show des Saturday Night Shindigs wurde 1944 von den Possum Flats aus dem „Old General Store“ in Dallas gesendet. Weitere Ausgaben der Show wurden zuerst aus dem WFAA Studio übertragen, später zog man in das größere State Fair Auditorium um. Die Hausband der Show waren die Dude Ranch Buckeroos, eine Gruppe, die auf lokalen Veranstaltungen um Dallas herum spielte. Jeannie McDonald, die vorher schon im WLS National Barn Dance auftrat, fungierte als Caller beim anschließenden Square Dance  und war ebenfalls mit den Komikern „Little Willie“ (Ben McCleskey) und Pop Myres auf der Bühne. Moderator der Show war John Allen. Mitglieder der Show waren unter anderem Ralph Sanford, Orville Couch, The Shelton Brothers und Arlie Duff. Lew Williams und der bis dahin unbekannte Sonny James begannen, Anfang der 1950er-Jahre im Saturday Night Shindig aufzutreten.
1948 begann der Schwestersender WFAAs, KRLD, das Big D Jamboree zu senden, dass das WFAA Saturday Night Shindig bald an Beliebtheit überholte und deren Künstler übernahm. Aufgrund der Konkurrenz zum Big D Jamboree wurde das Saturday Night Shindig später eingestellt.

## Gäste und Mitglieder
| - Sonny James - Lew Williams - Sid King and the Five Strings - Slim Willet - Arlie Duff - Orville Couch - The Shelton Brothers - Chuck Mayfield | - The Lovett Sisters - The York Brothers - Joe Price - Ralph Sanford - The Westbrook Brothers - Jimmy Work - Bobby Williamson |